# Xyris obscura
Xyris obscura är en gräsväxtart som beskrevs av Nicholas Edward Brown. Xyris obscura ingår i släktet Xyris och familjen Xyridaceae. Inga underarter finns listade i Catalogue of Life.